# Новеле (Бреша)
Новеле је насеље у Италији у округу Бреша, региону Ломбардија.
Према процени из 2011. у насељу је живело 450 становника. Насеље се налази на надморској висини од 471 м.